# Vacov
Obec Vacov se nachází v okrese Prachatice, kraj Jihočeský. Žije zde přibližně 1 500 obyvatel. V letním období je Vacov vyhledávaný chataři, tehdy se počet obyvatel až zněkolikanásobuje. Obec Vacov se skládá ze 14 místních částí, z nichž postupem času stavebně splynuly Vacov a Vlkonice. Celkově má obec rozlohu 35,21 km², toto území je protkáno 40 km silnic. Obec je vítězem soutěže Vesnice roku 2024.

## Části obce
- Vacov
- Benešova Hora, 756 m n. m., památná lípa
- Čábuze, 670 m n. m., rekreační zařízení (s osadou Čábuzské Chalupy)
- Javorník, 960 m n. m. (s osadou Tejmlov)
- Lhota nad Rohanovem, 814 m n. m. (s osadou Bošice)
- Milíkov, 750 m n. m., dva stálí obyvatelé
- Miřetice, 724 m n. m.
- Mladíkov, 721 m n. m.
- Nespice, 685 m n. m. (s osadou Vítovce – Podvítovčí)
- Přečín, 660 m n. m. (s osadou Přečínské Chalupy)
- Ptákova Lhota, 805 m n. m., není trvale obydlena, památný javor klen
- Rohanov, 734 m n. m.
- Vlkonice, 726 m n. m. (s osadou Peckov)
- Žár, 650 m n. m. (s osadou Mlýny)

## Historie

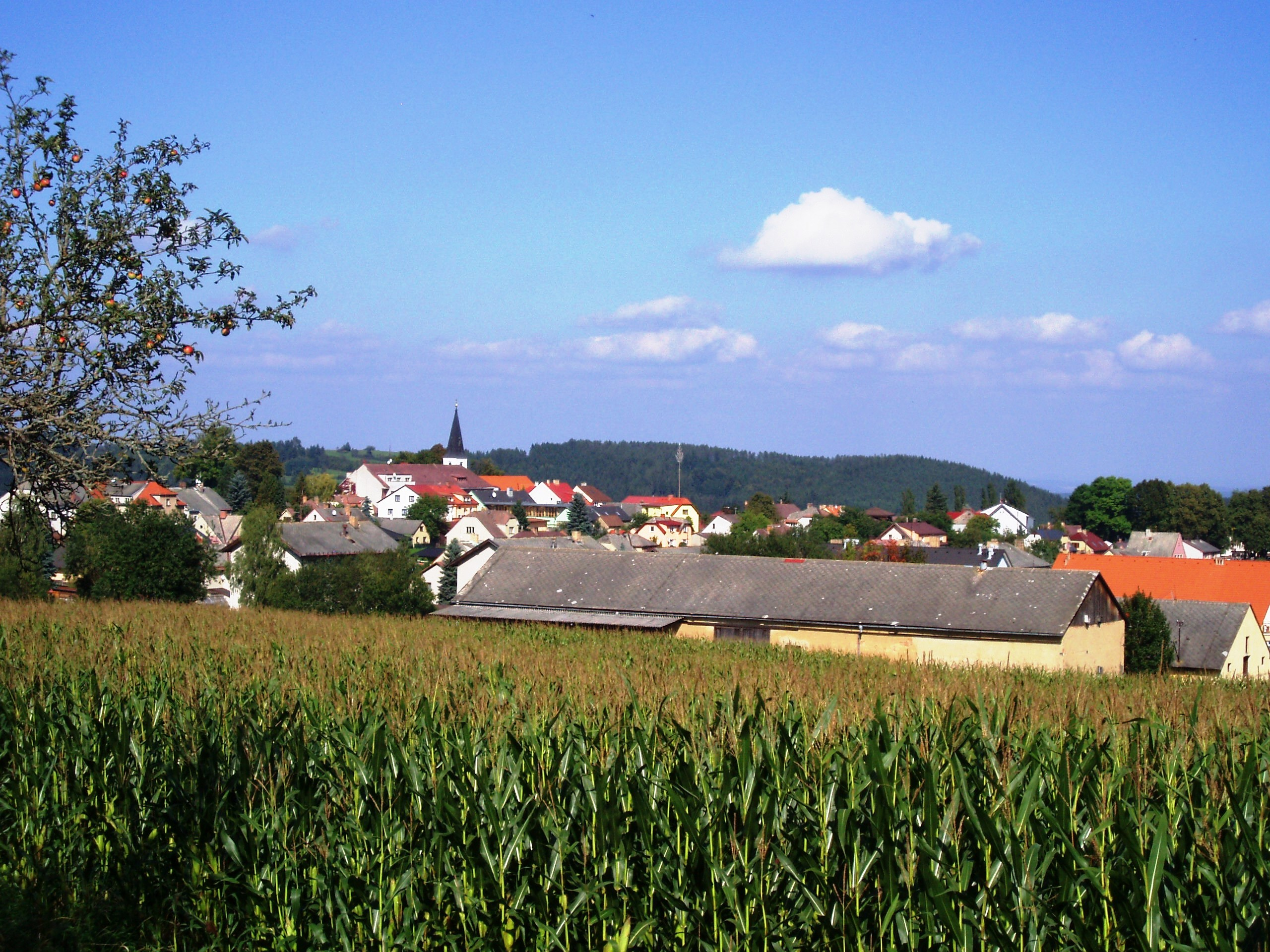
Vacov – celkový pohled

Obec vznikla v období kolonizace Strakonicka. Nejstarší písemná zmínka uvádí, že roku 1193 byl na místě poustevnické kaple postaven kostel na vrchu Vacově. Roku 1252 je zde uváděna existence malé zemanské tvrze. V roce 1307 byl do vacovského kostela za faráře dosazen Jindřich z Ohrazenic a je uváděna první zmínka o donátorech zdejšího kostela, kdy jsou jmenováni Předota z Radkovic, Lev z Bukovníka, Mikuláš z Miřetic, Pelhřim z Mladíkova, Zdata z Hory a Beneš z Klenovic. Roku 1357 je zmiňován farář Franclín z Horažďovic, 1362 Úbislav Kadovský, 1375 Heřman a 1394 Jakub ze Staré Boleslavi. Roku 1396 je uváděn jako jeden z patronů vacovského kostela Zdata z Hory. Roku 1406 obdarovali vacovský kostel Petr Štítkovec ze Štítkova sídlem z Čábuz a příslušníci čestického rodu reprezentovaní rytířem Rynátem, plebánem Janem a Přechem z Čestic. Roku 1411 je jako sponzor kostela uváděn Tvrdek z Přečína. V souvislosti s jeho darem kostelu je uváděn Matěj Čavda z Vacova. Roku 1421 za husitských válek byl kostel vypálen a pobořen. V roce 1513 uvádí se jako vlastník Vacova Vilém Přech pán na Česticích, Vacově, Radešově, Dřešíně, Hošticích a Chlumě, v jehož majetku byly dvě usedlosti poblíž kostela později zvané Martínkův grunt. V roce 1588 za patrona Václava Koce z Dobrše byl kostel přestavěn a nákladem osadníků byly pořízeny zvony od zvonaře Brikcího z Týnberku. Ve starém kostele se nacházely hrobky rytířů z Vrbice, Hrušovských z Hrušova a Chřepických z Modlíškovic. Roku 1700 koupili obec Schwarzenbergové. V roce 1757 kostel vyhořel a byl obnoven až v roce 1784. V roce 1885 byl zbořen a v letech 1889–1890 byl postaven nový jednolodní pseudogotický kostel, zasvěcený sv. Mikuláši. Tehdy, roku 1888, měla vacovská farnost 4216 obyvatel
Vacov byl jednou z obcí šumavského Podlesí.
Od roku 1880 je v obci poštovní úřad, elektrifikace proběhla v roce 1927. V místní části Přečín žil v letech 1836–1847 český loutkař Matěj Kopecký.
Od 11. května 2001 obec užívá znak a vlajku. Vlajka i znak odkazují symbolikou (zlatá jablka a biskupská berla) na patrona kostela – sv. Mikuláše.

## Pamětihodnosti
- Kostel svatého Mikuláše – vystavěn v letech 1888–1890 podle projektu Jana Sedláčka na místě původního kostela.[6] Na věži jsou historické zvony z 16. století. Tradiční poutě jsou Vavřinecká v srpnu a Mikulášská v prosinci. Je farním kostelem farnosti Vacov.
- Kaplička svatého Jana Nepomuckého u kostela z 18. století.
- Pod kostelem se nachází původně řemeslnická ulice Starka.
- Nad místní částí Javorník stojí Klostermannova rozhledna.

Na území obce se nachází evropsky významná lokalita Čábuze (kód CZ0313096), jejíž částí je přírodní památka Podhájí.

## Současnost
Hlavním zaměstnavatelem je Pekárna Vacov. V oblasti se nachází též tradiční výroba dřevěných hraček. V obci je ordinace praktického lékaře a lékárna.

## Doprava
Ve středu obce se kříží silnice II/170 (Němětice–Zdíkovec) a II/171 (Čkyně–Sušice). Ve Vacově se nachází autobusové nádraží, kde kromě regionálních linek do Čestic, Stachů, Zdíkova, Vimperka, Čkyně a Strakonic zastavují o víkendu i dálkové linky do Prahy.

## Osobnosti
- František Blahovec (1864–1942), katolický kněz, regionální aktivista a politik
- Bohumil Peleška (1924–1998), kardiolog a chirurg
- Vojtěch Žíla (1942–2022), botanik, astronom a pedagog